# رياضيات جديدة
تشكل الرياضيات الجديدة (بالإنجليزية: New Math) أو ما يعرف بـالرياضة الحديثة تغييرًا مقتضبًا وجوهريًا في طريقة تدريس الرياضيات في المدارس الابتدائية الأمريكية، وفي الدول الأوروبية ولكن بدرجةٍ أقل، في فترة الستينيات من القرن العشرين. يُطلق ذلك ذلك الاسم عمومًا على مجموعة من الممارسات التعليمية التي تم إدخالها إلى الولايات المتحدة بعد أزمة سبوتنك بفترة قصيرة من أجل دعم تدريس العلوم والمهارات الرياضية لدى الشعب الأمريكي حتى يمكن مواجهة التهديد الفكري من المهندسين السوفيت المعروفين بأنهم رياضيون ذوو مهارة فائقة.

## تمارين حديثة
يصف الرياضيون الأشياء محل الاهتمام باسم تدوين بناء المجموعات. يوسع هذا الأسلوب في التعريف النقاش الرياضي إلى نقطة أبعد من التمارين القديمة الشائعة. وتحت وطأة المنافسة مع الهندسة الروسية، بدأت المدارس الأمريكية في استخدام الكتب المدرسية المعتمدة على نظرية المجموعات. على سبيل المثال، قد تتطلب عملية حل معادلة جبرية وجود حساب موازٍ من البديهيات التي تستخدم من أجل تحويل المعادلة. ولتطوير مفهوم الرقم، كان يتم استخدام أنظمة رقمية غير قياسية في التمارين. فكانت الأعداد الثنائية والاثنا عشْرية جزءًا من الرياضيات الحديثة بالنسبة للطلاب وآبائهم. وقد يقوم المعلمون العائدون من المدرسة الصيفية بتعريف الطلاب بمفهوم هندسة التحويل. وإذا كانت المدرسة تقوم بتدريس قاعدة كرامر لحل المعادلات الخطية فإن الرياضة الحديثة قد تتضمن ضرب المصفوفات لتقديم الجبر الخطي. وعلى كل حالٍ، فقد استخدم المعلمون مفهوم الدالة باعتباره خيطًا مشتركًا مع المواد الجديدة.
كذلك، تم التأكيد على أن تلك المواد كان ينبغي تقديمها في وقتٍ مبكر للطلاب. وتكمن الفكرة من وراء ذلك في أنه إذا تم تعريف الأطفال بالأسس البديهية للرياضيات، فسيساعدهم ذلك في مواكبة نظريات النظام الرياضي لاحقًا بشكل سهل.
وتتضمن الرياضيات الحديثة أيضًا بعض الموضوعات الأخرى مثل الحساب النمطي، والتفاوت الجبري، والمصفوفات، والمنطق الرمزي، والجبر المنطقي، والجبر التجريدي. وقد تم إلغاء معظم تلك الموضوعات (باستثناء التفاوت الجبري) أو تهميشها إلى حدٍ كبير في المدارس الابتدائية والثانوية منذ ستينيات القرن العشرين.

## الانتقادات
لقد كان الآباء والمعلمين ممن أبدوا اعتراضهم على الرياضيات الحديثة في الولايات المتحدة يشكون من أن المنهج الجديد كان بعيدًا كل البعد عن تجارب الطلاب المألوفة، كما أنه كان لا يستحق أن يأخذ الوقت من الموضوعات الأكثر تقليدية مثل علم الحساب. كما أن المواد كانت تفرض متطلبات جديدة على المعلمين؛ حيث طُلِب منهم شرح مواد لم يكونوا على دراية تامة بها من الأساس. وما شغل الآباء أنهم كانوا لا يفهمون ما يتعلمه أبناؤهم مما جعلهم عاجزين عن مساعدتهم في دراستهم. وقد استغرق بعض الآباء الوقت لمحاولة فهم الرياضيات الحديثة عن طريق حضور حصص أبنائهم. وفي النهاية كانت النتيجة هي عدم صلاحية التجربة، ولم يعد للرياضيات الحديثة حظوة قبل الوصول لنهاية العقد، على الرغم من أنه استمر تدريسها لعدة سنوات بعد ذلك في بعض المناطق التعليمية. وقد حظيت الرياضيات الحديثة بقدرٍ من النجاح لاحقًا في شكل برامج إثرائية تقدم للطلبة الموهوبين منذ ثمانينيات القرن العشرين فصاعدًا في مشروع تعليم الرياضيات لطلاب المدارس الثانوية الموهوبين (MEGSSS).
في مقدمة الجبر الخاصة بكتابه الرياضيات ما قبل التفاضل والتكامل باختصار (Precalculus Mathematics in a Nutshell)، كتب البروفيسور جورج إف سيمونز أن الرياضيات الحديثة أنتجت طلابًا «على دراية بقانون التبادل ولا يعلمون شيئًا عن جدول الضرب».
وفي عام 1965، كتب عالم الطبيعة ريتشارد فيدمان في «الكتب الحديثة للرياضيات الحديثة»:
«إذا أردنا أن نقول أن» الإجابة هي عدد صحيح أقل من 9 وأكبر من 6«، فإن بإمكاننا قول ذلك وبالفعل هذا ما يقال، وليس علينا أن نقول إن» الإجابة هي عنصر من المجموعة التي تمثل الجزء المتقاطع من مجموعة الأرقام التي تكون أكبر من 6 مع مجموعة الأرقام أصغر من 9«... ففي الرياضيات» الحديثة«إذًا يجب أن تكون هناك حرية تفكير أولاً، وثانيًا نحن لا نريد تدريس مجرد كلمات، وثالثًا فإنه لا يمكن تدريس الموضوعات بدون شرح الغرض منها وأسبابها، كما لا يمكن تدريسها دون تقديم طريقة ما توضح كيف يمكن استخدام المادة بشكل فعلي لاكتشاف أشياء مثيرة. ولا أعتقد أن هذا يستحق الاهتمام أثناء تدريس موادٍ كتلك.»
في عام 1973، نشر موريس كلاين كتابه النقدي لماذا يفشل الأطفال في إجراء عمليات الجمع: فشل الرياضيات الحديثة (Why Johnny Can't Add: the Failure of the New Math). يشرح هذا الكتاب الرغبة في تقديم مناهج ذات صلة بالرياضيات التي تمثل شيئًا أكثر حداثة من تلك الموضوعات التقليدية. كما قال أن هناك بعض المؤيدين للموضوعات الجديدة «تجاهلوا تمامًا حقيقة أن الرياضيات تعد تطورًا تراكميًا وأنه من المستحيل عمليًا تعلم الابتكارات الأحدث إذا لم يكن الشخص على علم بالقديم منها» (ص 17).
وعلاوة على ذلك، وبالإشارة إلى الميل إلى التجريد في الرياضيات الحديثة، قال كلاين «لا يعد التجريد المرحلة الأولى في التطور الرياضي بل إنه يمثل المرحلة الأخيرة» (ص 98).

## في الدول الأخرى
في سياقٍ أكثر اتساعًا، استمر أيضًا إصلاح مناهج الرياضيات التعليمية في الدول الأوروبية مثل المملكة المتحدة (خاصةً عن طريق مشروع الرياضيات التعليمي)، وكذلك في فرنسا حيث لم تكن المكانة العالية للمؤهلات الرياضية متوافقة مع التعليم المرتبط بالبحوث المعاصرة والموضوعات الجامعية. وفي ألمانيا الغربية، كان ينظر للتغييرات بوصفها جزءًا من عملية أكبر من إصلاح التعليم. وبعيدًا عن نظرية المجموعات والنهج المختلف للعلوم الحسابية، فإن التغييرات المميزة كانت تتمثل في هندسة التحويل التي حلت محل الهندسة الإقليدية الاستنتاجية التقليدية، بالإضافة إلى اتباع منهج في التفاضل والتكامل يعتمد على مزيد من المعرفة، بدلاً من التركيز على البراعة.
ومرة أخرى، لاقت هذه التغييرات أشكالاً مختلفة من ردود الفعل، ولكن لأسباب مختلفة. على سبيل المثال، فإن المستخدمين النهائيين للدراسات الرياضية كانوا في ذلك الوقت غالبًا من دارسي العلوم الفيزيائية والهندسة؛ فكانوا يتوقعون مهارة عالية في التفاضل والتكامل بدلاً من تقديم أفكارٍ مجردة. وأصبح من المطلوب في ذلك الوقت وجود بعض التنازلات حيث إن الرياضيات المتقطعة كانت تمثل اللغة الأساسية للحوسبة.[بحاجة لمصدر]
لم يشهد التعليم في اتحاد الجمهوريات الاشتراكية السوفيتية اضطراباتٍ متطرفةٍ كهذه، في حين كان يبقى متناغمًا مع التطبيقات والاتجاهات الأكاديمية.
وتحت رئاسة أندريه نيكولايفيتش كولموغوروف، أعلنت لجنة الرياضيات عن عملية إصلاح للمناهج من الصف الرابع حتى العاشر، في الوقت الذي كان النظام التعليمي فيه يتكون من 10 صفوف. وجدت اللجنة أن نمط الإصلاح المعمول به في الدول الغربية غير مقبول؛ فعلى سبيل المثال لم يتم قبول أي موضوع خاص عن المجموعات ليتم تضمينه في الكتب المدرسية. وتم قبول المنهج التحويلي في تدريس الهندسة، ولكن ليس لدرجة التعقيد المقدمة في الكتاب المدرسي الذي أصدره كلٌ من فلاديمير بولتيانسكي|بولتيانسكي ويغلوم.
وفي اليابان، كانت وزارة التربية تدعم الرياضيات الحديثة، ولكن من دون مشكلات حيث كانت تعمل على تطبيق مناهج ترتكز على الطفل.

## الثقافة الشعبية
- كتب توم لهرر أغنية ساخرة تحمل اسم «الرياضيات الحديثة» يدور موضوعها حول عملية طرح الرقم 173 من الرقم 342 بـالعدد العشري والعدد الثماني. وتأخذ الأغنية أسلوب محاضرة عن المفهوم العام للطرح في أنظمة العد التعسفية، ويوضحها بحسبتين بسيطتين، ويشير إلى التأكيد على المفاهيم المعرفية والمجردة الموجودة في منهج الرياضيات الحديثة. وكان شرح لهرر للحسبتين صحيحًا تمامًا، ولكنه قُدم بأسلوب معين (بسرعة شديدة، وبالحد الأدنى من الوسائل البصرية، كما كان يلقي ببعض الملاحظات الجانبية في وسط الغناء) لكي يجعل متابعة تلك العمليات الحسابية البسيطة صعبة الفهم على معظم المستمعين. وبالطبع، فقد كان ذلك متعمدًا للسخرية من نوع الإرباك الذي غالبًا ما يثيره المنهج الرياضي الحديث عندما يقدم عمليات حسابية ظاهرها البساطة بشكلٍ عامٍ للغاية بحيث تكون مربكة بشكل كبير للمبتدئين أو حتى جماهير البالغين، بينما تكون صحيحة رياضيًا ويمكن القول بأنها تافهة بالنسبة للرياضيين.
- كانت «الرياضيات الحديثة» اسمًا لفرقة من رعاع موسيقى الروك من مدينة روتشيستر، نيويورك.[5]
- في عام 1987 في حلقة عرض كوسبي التي كانت بعنوان «جنون الرقص»، حاولت فانيسا تعليم والدها الرياضيات الحديثة.
- في حلقة عائلة سمبسون التي كانت بعنوان «كلب الموت»، أشار المدير سكينر إلى الرياضيات الحديثة؛ حيث قال:

كنت: ولكن بالفعل يوجد فائز واحد كبير: نظام التعليم الخاص بولايتنا، والذي يحصل على نصف الأرباح كاملة من اليانصيب.

سكينر: [يتحدث مع المعلمين في مدرسته] فكروا فقط فيما يمكننا شراؤه بذلك المال... كتب التاريخ التي تشرح كيف اندلعت الحرب الكورية. كتب الرياضيات التي لا تحتوي على كلام فارغ عن الرقم 6!!
- في عام 1965، ألف تشارلز شولتز مسلسل الرسوم الهزلية الفول السوداني والذي عرض فيه بالتفصيل إحباطات معلمة روضة الأطفال سالي من الرياضيات الحديثة.[7]